# Mistři zastavárny
Mistři zastavárny (v anglickém originále Pawn Stars) je americký pořad vysílaný od roku 2009 na stanici History. Je vytvořený společností Leftfield Pictures.
Pořad natáčený v Las Vegas zaznamenává chod a dění v zastavárně Gold & Silver Pawn Shop. Zastavárnu otevřel v roce 1988 Richard Harrison, který zemřel v roce 2018. Nyní v ní pracuje jeho syn Rick Harrison, vnuk Corey Harrison a jeho kamarád z dětství Austin Lee Russell.

## Obsah pořadu
Pořad zobrazuje vyjednávání s prodejci, popis a historii nejrůznějších předmětů od kapesních hodinek přes auta a motorky, které se lidé snaží výhodně prodat, koupit nebo dát do zástavy. V pořadu je zachyceno dohadování nad cenou a diskuse o jeho historii. Příběhy artefaktů přibližují Harrisonovi nebo Austin Lee Russell přezdívaný Chumlee. Mnozí odborníci z různých oblastí také pravidelně přichází hodnotit položky, které někdo přinesl k prodeji nebo zástavě. Dva z nich mají svůj vlastní seriál.

## Postavy
Někteří ze zaměstnanců zastavárny mají přezdívky, např. výše uvedený Austin Lee Russel jako Chumlee (nebo také Chum). Pravé jméno „Big Hosse“ je Richard Corey Harrison. Přezdívka Richarda Harrisona, zakladatele zastavárny, byla „Old Man“. Jeho původní přezdívka „The Appraiser“ se, stejně jako ta Rickova („The Spotter“), neuchytila.
Zaměstnance doplňuje člen ochranky u dveří Antwaun. Dále Scott, který nakupuje na tržištích a aukcích mimo zastavárnu, mechanik „Fat Black“, hispánec „Audie“,  nebo „Peaches“, vlastním jménem Danielle Rainey, která je v mnoha zdrojích z neznámých důvodů vedena jako Pearey.